# Ceba d'hivern
La ceba d'hivern (Allium fistulosum), és una planta perenne amb un gust i olor semblant als de la ceba (Allium cepa), i hi ha híbrids entre les dues espècies, com la ceba d'Egipte. Tanmateix la ceba d'hivern no forma bulbs i té les fulles buides com indica l'epítet específic fistulosum i escaps. Les varietats grosses d'aquesta planta semblen porros com en la varietat japonesa 'negi', i en canvi les varietats més petites semblen cibulets. Moltes es poden multiplicar formant grups perennes sempre verds. Algunes varietats es cultiven com planta ornamental. No s'ha de confondre amb el cibulet.
Addicionalment pot rebre els noms de ceba borda, ceba porrera, cebolleta, cebollí francès, cibolla, porradell i porrassí. També s'han recollit les variants lingüístiques porratell i porretell.

## Descripció
Les arrels es fan en la base de la tija, són fasciculades i fan de 30 a 45 cm. Cada fulla té una base llarga i carnosa i, unint-se a altres fulles, forma una pseudotija. Les fulles són tubulars de 25-35 cm de llarg i 5-7 mm de diàmetre. La tija veritable és un disc comprimit d'on surten les rels i la base de les fulles. Cada umbel·la té de 350 a 400 flors hermafrodites que produeixen cadascuna sis llavors petites, planes i negres.

## Usos
A Occident pràcticament tan sols es fa servir cru i en amanides però a l'Àsia altres parts del món té més usos.
Al Japó es fa servir en la sopa miso i en el negimaki entre d'altres i en guarnicions en teriyaki o takoyaki.

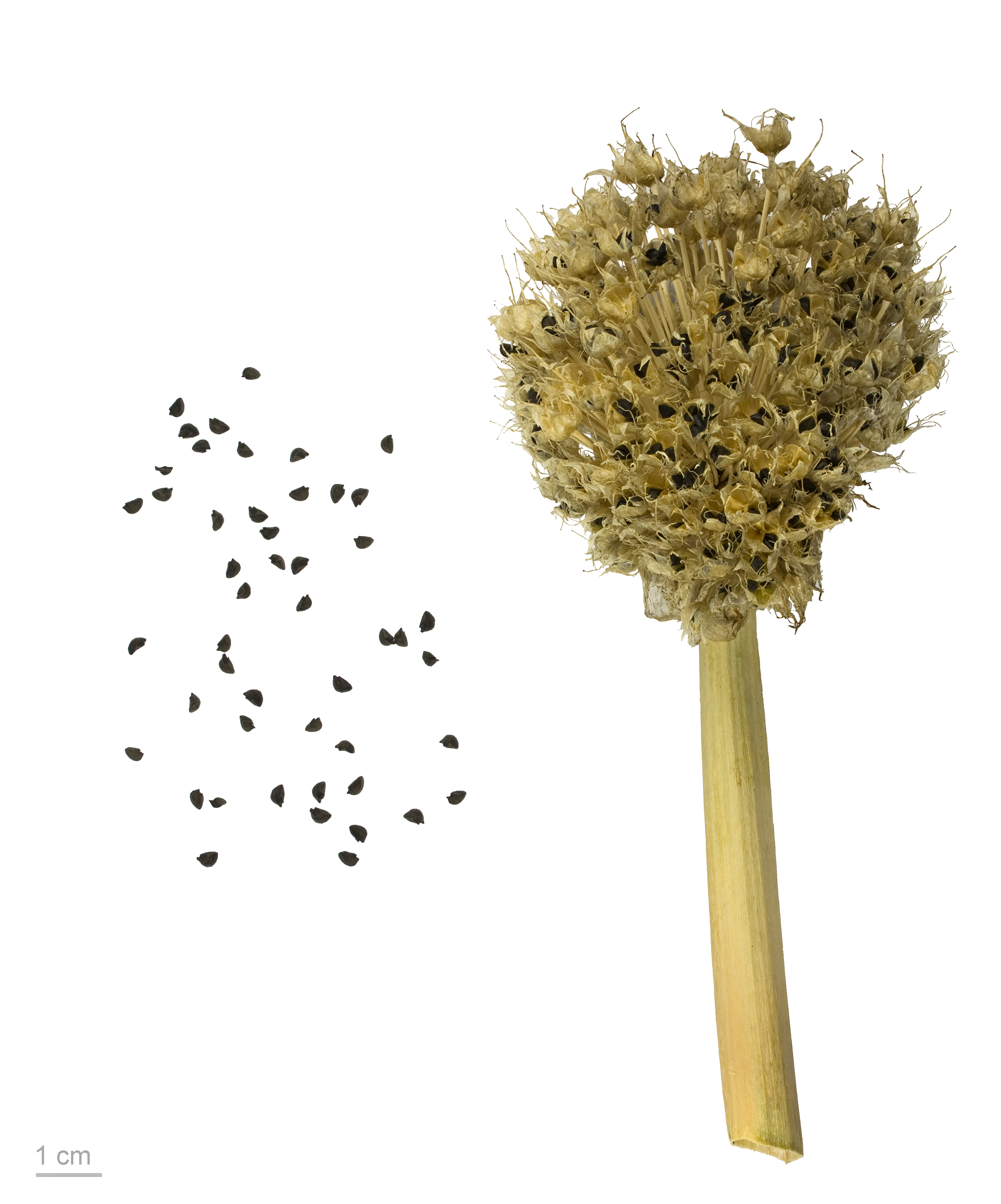
Allium fistulosum